# Jawory-Podmaście
Jawory-Podmaście (prononciation : [jaˈvɔrɨ pɔdˈmaɕt͡ɕe]) est un village polonais de la gmina de Goworowo dans le powiat d'Ostrołęka de la voïvodie de Mazovie dans le centre-est de la Pologne.

## Histoire
De 1975 à 1998, le village appartenait administrativement à la voïvodie d'Ostrołęka.